# I ragazzi stanno bene (1994-2019)
I ragazzi stanno bene (1994-2019) è la terza raccolta del gruppo musicale italiano Negrita, pubblicato l'8 febbraio 2019 dalla Polydor Records e dalla Universal Music Italia.

## Descrizione
Il disco è uscito in occasione dei 25 anni di carriera del gruppo e contiene i loro principali successi e tre brani inediti: I ragazzi stanno bene (con la quale hanno partecipato al Festival di Sanremo 2019), Andalusia e Adesso basta.

## Tracce
CD 1
1. I ragazzi stanno bene – 4:05
2. Che rumore fa la felicità? (Remastered) – 4:28
3. Radio Conga (Remastered) – 4:53
4. Il gioco (Remastered) – 3:38
5. La tua canzone (Remastered) – 4:17
6. Brucerò per te (Remastered) – 4:10
7. Gioia infinita (Soul Mix) (Remastered) – 4:20
8. Un giorno di ordinaria magia (Remastered) – 4:41
9. Rotolando verso sud (Remastered) – 4:46
10. Magnolia (Remastered) – 4:03
11. Il libro in una mano, la bomba nell'altra (Remastered) – 4:10
12. In ogni atomo (Remastered) – 4:29
13. Ho imparato a sognare (Remastered) – 4:11
14. Non torneranno più – 3:20
15. Dannato vivere (Semi-Acoustic Version) (Remastered) – 3:51
16. A modo mio (Remastered) – 3:49
17. L'uomo sogna di volare (Remastered) – 5:05

CD 2
1. Andalusia – 4:12
2. Sale (Remastered) – 4:08
3. Bambole (Remastered) – 4:49
4. Mama maé (Remastered) – 4:15
5. Non ci guarderemo indietro mai (Remastered) – 4:22
6. Il giorno delle verità (Remastered) – 4:09
7. Scritto sulla pelle – 3:32
8. Voglio stare bene – 4:06
9. Hemingway (Remastered) – 4:10
10. Destinati a perdersi (Remastered) – 5:16
11. Greta (Remastered) – 4:02
12. Malavida en Bs. As. (Remastered) – 4:22
13. Cambio (Remastered) – 3:42
14. Sex (Remastered) – 3:23
15. Notte mediterranea (Remastered) – 4:23
16. No Problem – 3:26
17. E sia splendido (Remastered) – 4:06
18. Adesso basta – 3:53

## Classifiche
| Classifica (2019) | Posizione massima |
| ----------------- | ----------------- |
| Italia            | 12                |